# Så olika
Så olika är en svensk dramakomedifilm från 2009 i regi av Helena Bergström.

## Handling
Lotta är ensamstående mor och nyblivet finansborgarråd, medan hennes lillasyster Sanna är framgångsrik TV-producent. De har båda ett trassligt yrkes- och kärleksliv, men dras trots detta till män som är deras raka motsatser.

## Om filmen
Filmen är Helena Bergströms andra film som regissör efter debuten med Se upp för dårarna 2007. Filmen producerades av hennes make Colin Nutley för Sweetwater Production AB. Den spelades in i Stockholm mellan den 14 april och 10 juni 2009 efter ett manus av Tove Alsterdal och Bergström med Geir Hartly Andreassen som fotograf. Musiken komponerades av Per Andréasson.
Premiären ägde rum den 6 november 2009 i Sverige. Den 7 februari 2010 visades den på Göteborgs filmfestival och den 24 mars 2010 gavs den ut på DVD. Filmen visades i TV4 vid tre tillfällen 2011.

## Rollista
- Ingela Olsson – Lotta Lövdahl
- Anna Ulrika Ericsson – Sanna Lövdahl
- Philip Zandén – Joel Adler
- Johan Widerberg – Kristian Berg-Möller
- Rolf Lassgård – Martin Larsson
- Rikard Wolff – Max Scheele
- Johannes Bah Kuhnke – Francke
- Nina Gunke – Rebecca Adler
- Siw Malmkvist – Ingrid Lövdahl
- Fredrik Ohlsson – Jan-Karl Lövdahl
- Josephine Bornebusch – Milou
- Sarah Dawn-Finer – Maya
- Lena-Pia Bernhardsson – Gunnel
- Dag Malmberg – Benke Pålsson
- Lindy Larsson
- Arvingarna
- Adam Pålsson - Samuel
- Molly Nutley - Ellinor
- Hanna Asp

## Mottagande
Filmen har medelbetyget 2,5/5 på Kritiker.se, baserat på 17 recensioner. Högst betyg fick den av Aftonbladet, Gefle Dagblad, Moviezine, Nerikes Allehanda och Sundsvalls Tidning (alla 3/5) och lägst av Göteborgs-Posten (1/5).